# Wolfgang Seidl (Theologe)

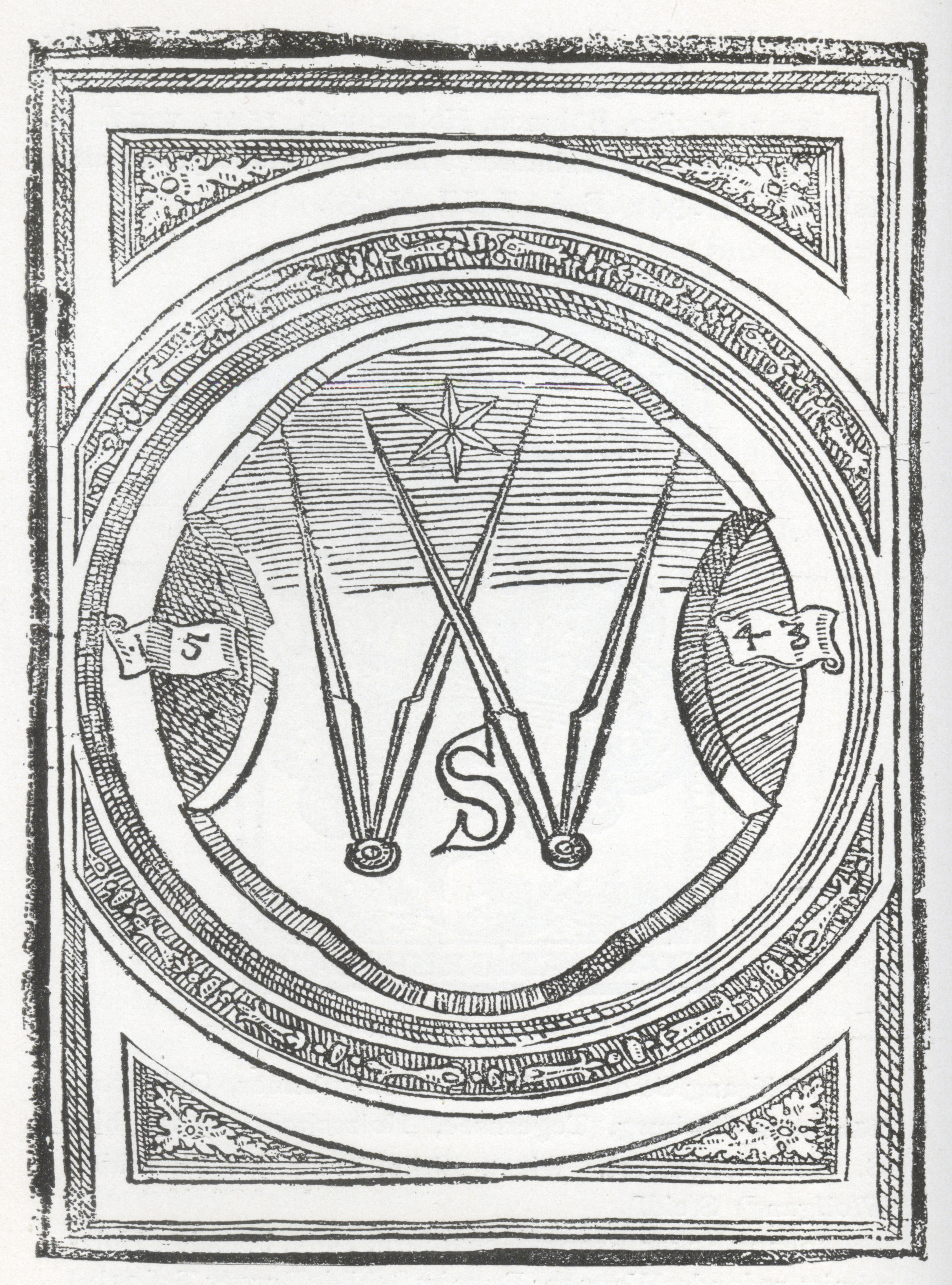
Exlibris Wolfgang Seidl (1543)

Wolfgang Seidl OSB (*  1491 in Mauerkirchen; † 11. Juni 1562 in Tegernsee) war ein römisch-katholischer Theologe, Benediktinermönch und Prediger in der Zeit der Gegenreformation. 

## Leben

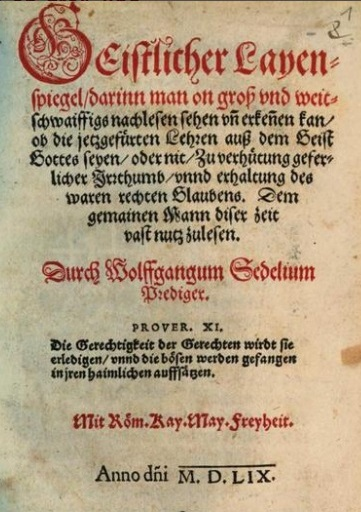
Geistlicher Layenspiegel / darinn man on groß vnd waitschwaiffigs nachlesen sehen vnd erkennen kan / ob die jetzgefürten Lehren auß dem Geist Gottes seyen / oder nit / Zu verhütung geferlicher Irrthumb / vnnd erhaltung des waren rechten Glaubens. Dem gemainen Mann diser Zeit vast nutz zulesen. Dillingen 1559

Wolfgang Seidl, später auch Sedelius, wurde in Mauerkirchen, damals Niederbayern, heute Oberösterreich geboren. 1516 trat er in die Benediktinerabtei Tegernsee ein. 
In Tegernsee verfasste er zahlreiche, vorwiegend lateinische Traktate zu Theologie, Musik, Mathematik und Astronomie. Unter anderem geht auf ihn ein Rezept zur Herstellung eines frühen Kunststoffes zurück.
1532 wurde er als Prediger an die Augustinerkirche in München berufen, wo er 30 Jahre lang tätig war. An derselben Kirche hatte 30 Jahre zuvor Johann von Staupitz, der Beichtvater und Förderer von Martin Luther gewirkt. Als Gesandter Herzog Albrechts V. nahm Wolfgang Seidl am Konzil von Trient teil. Danach war er unter anderem als Prediger in Augsburg und Salzburg tätig. 
Mit Petrus Canisius, dem ersten deutschsprachigen Jesuiten, verband ihn eine persönliche Freundschaft. Gesundheitlich angeschlagen, zog er sich 1560 nach Tegernsee zurück, wo er am 11. Juni 1562 starb.